# Indukcyjność
Indukcyjność określa zdolność elementu obwodu do wytwarzania strumienia pola magnetycznego {\displaystyle \Phi } powstającego w wyniku przepływu przez obwód prądu elektrycznego {\displaystyle I.} Oznaczana jest symbolem {\displaystyle L.} Ze strumieniem indukcji magnetycznej {\displaystyle \Phi } i natężeniem prądu {\displaystyle I} związana jest wzorem:
{\displaystyle \Phi _{m}=L\cdot I\qquad (1).}
Jednostką indukcyjności w układzie SI jest henr (H). Każda zmiana strumienia obejmowanego przez obwód, także tego wytworzonego przez ten obwód, wywołuje powstanie siły elektromotorycznej indukcji
{\displaystyle {\mathcal {E}}=-{\frac {d\Phi }{dt}}.}
Tę właściwość obwodów nazywa się samoindukcją. Zatem indukcyjność ma wpływ na wartość siły elektromotorycznej indukcji.

## Indukcyjność pod nieobecność ferromagnetyków

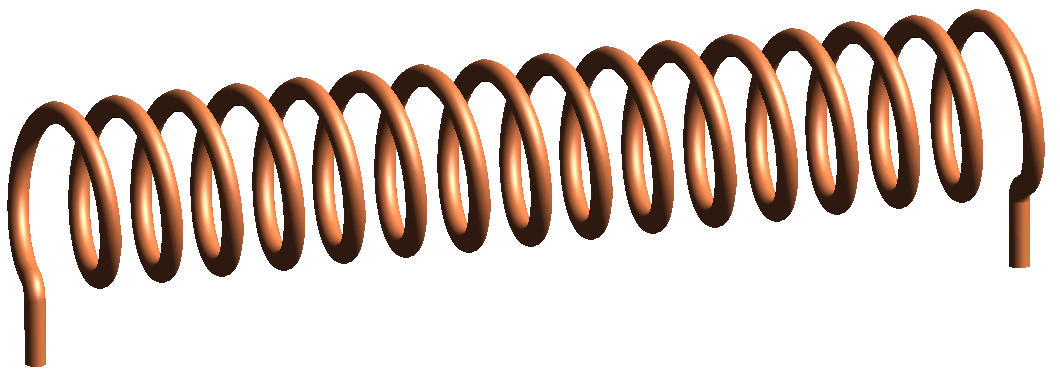
Przykład cewki bez rdzenia

Gdy w otoczeniu obwodu nie ma żadnych ciał o właściwościach ferromagnetycznych, czyli przenikalność magnetyczna ośrodka {\displaystyle \mu } jest równa 1 (w próżni) lub {\displaystyle \mu >1,} ale stałe, wówczas indukcyjność w równaniu (1) jest współczynnikiem proporcjonalności. W takim przypadku indukcyjność jest stała i zależy tylko od geometrii obwodu.
Siła elektromotoryczna indukcji jest wówczas proporcjonalna do prędkości zmian natężenia prądu elektrycznego:
{\displaystyle {\mathcal {E}}=-L{\frac {dI}{dt}}.}

### Przykłady
Przybliżone wzory na indukcyjność w µH:
- prostego drutu:

{\displaystyle L=0{,}0046l\log {\frac {1{,}47l}{d}}}
- pojedynczego zwoju:

- okrągłego:

{\displaystyle L=0{,}0145D\log {\frac {1{,}08D}{d}}}
- trójkątnego:

{\displaystyle L=0{,}0138a\log {\frac {0{,}487a}{d}}}
- kwadratowego:

{\displaystyle L=0{,}0184a\log {\frac {0{,}92a}{d}}}
- pięciokątnego:

{\displaystyle L=0{,}023a\log {\frac {1{,}33a}{d}}}
- sześciokątnego:

{\displaystyle L=0{,}0276a\log {\frac {1{,}71a}{d}}}
- ośmiokątnego:

{\displaystyle L=0{,}0368a\log {\frac {2{,}48a}{d}}}
gdzie podane wymiary w cm oznaczają
{\displaystyle l} – długość drutu,
{\displaystyle a} – długość boku,
{\displaystyle d} – średnica drutu,
{\displaystyle D} – średnica zwoju.

## Indukcyjność w obecności ferromagnetyków

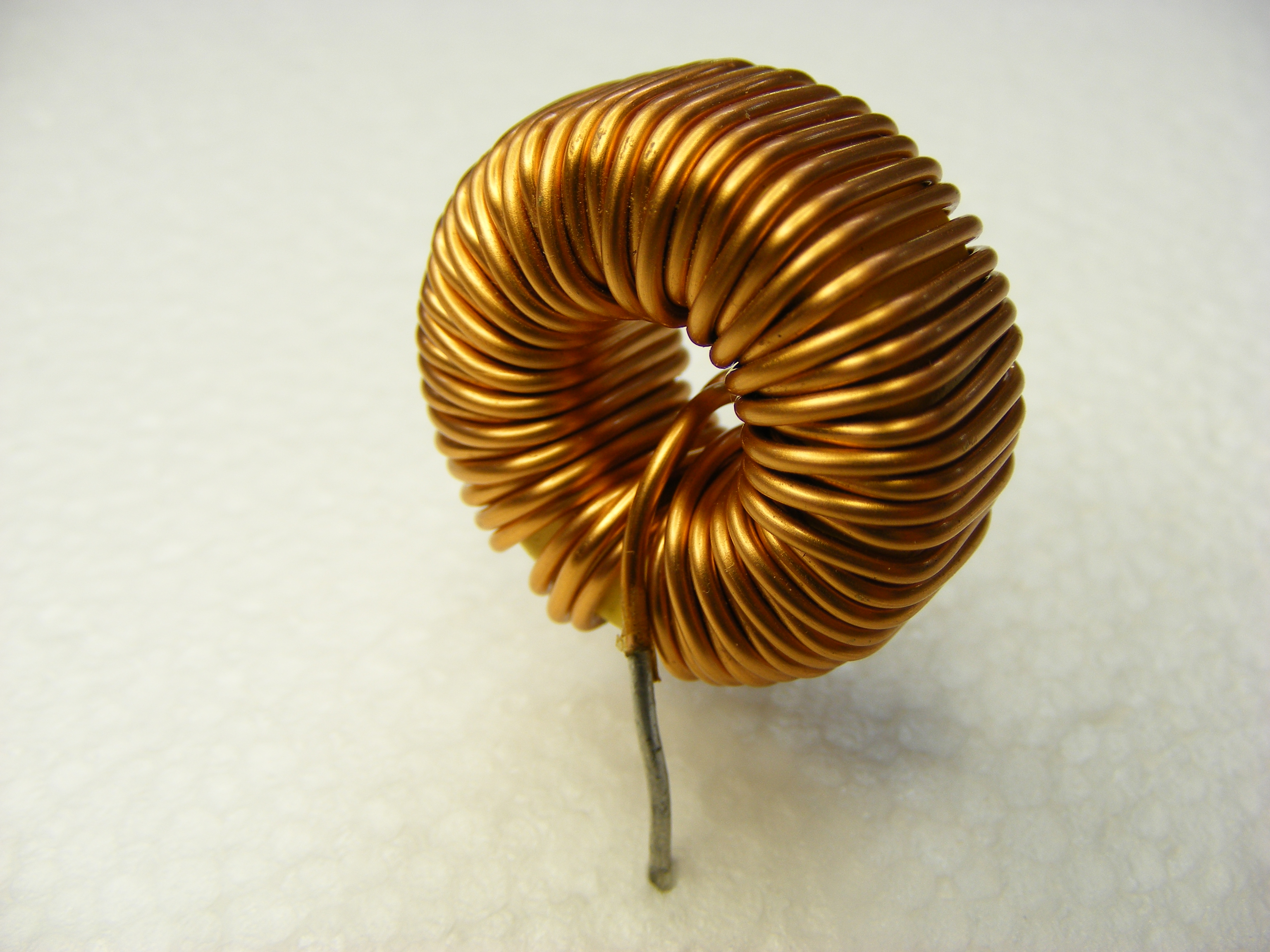
Przykład obwodu z rdzeniem ferromagnetycznym pierścieniowym

Obecność ferromagnetyka w otoczeniu przewodnika z prądem powoduje nieliniowe złożone zmiany przenikalności magnetycznej. Zmiana natężenia prądu powoduje zmianę natężenia pola magnetycznego, co z kolei powoduje zmianę przenikalności magnetycznej. Oznacza to, że indukcyjność przewodnika z prądem jest wówczas funkcją natężenia prądu płynącego w tym przewodniku:
{\displaystyle \Phi _{m}=L(I)\cdot I.}
Zależność siły elektromotorycznej indukcji od zmian natężenia prądu przybiera postać:
{\displaystyle {\mathcal {E}}=-{\frac {d\Phi }{dt}}=-{\frac {d\left(LI\right)}{dt}}=-L{\frac {dI}{dt}}-I{\frac {dL}{dt}}}
lub
{\displaystyle {\mathcal {E}}=-\left(L+I{\frac {dL}{dI}}\right){\frac {dI}{dt}}.}